# Châtillon (Friburgo)
Châtillon es una comuna suiza del cantón de Friburgo, situada en el distrito de Broye. Rodeada de noroeste a sur por la comuna de Estavayer-le-Lac, limita al suroeste con Châbles.